# Kukës flygplats
Kukës flygplats (IATA: KFZ, ICAO: LAKU) (albanska: Aeroporti Ndërkombëtar i Kukësit Zayed), även Kukës flygplats Zayed bin Sultan Al Nahyan är Albaniens näst största flygplats efter Tiranas internationella flygplats Moder Teresa. Flygplatsen är uppkallad efter den avlidne schejken Zayed bin Sultan Al Nahyan. På senare år har investerare från Förenade Arabemiraten investerat i flygplatsen vilket bland annat kommer att göra den till en internationell flygplats med utrikes avgångar och ankomster.
I april 2016 meddelade Albaniens regering, med transportminister Edmond Haxhinasto i spetsen, att man kommer att frånta Tiranas internationella flygplats sitt monopol på internationell flygtrafik i landet. Därmed öppnade man upp för ett öppnande av Kukës flygplats senare under året. Man kommer därför att kunna börja med internationella flygningar från Kukës flygplats, som har ett stort upptagningsområde i norra Albanien och sydvästra Kosovo. Man har även sett flygplatsen som ett bra komplement till den väderberoende flygplatsen i Pristina.[källa behövs]